# 游牧王朝
《游牧王朝》是动作类策略游戏，1994年首发于3DO，后移植于世嘉土星和DOS。
《GamePro》的世嘉土星版评测称，游戏精巧且有吸引力，值得所有土星玩家入手。《世嘉土星杂志》称游戏玩法怪异绝妙、声音效果非常幽默、关卡难度和学习曲线完美，可谓3DO原版的完美移植。